# Portland (Indiana)
Portland es una ciudad ubicada en el condado de Jay en el estado estadounidense de Indiana. En el Censo de 2010 tenía una población de 6223 habitantes y una densidad poblacional de 516,27 personas por km².

## Geografía
Portland se encuentra ubicada en las coordenadas 40°26′12″N 84°59′0″O / 40.43667, -84.98333. Según la Oficina del Censo de los Estados Unidos, Portland tiene una superficie total de 12.05 km², de la cual 12.05 km² corresponden a tierra firme y (0.06%) 0.01 km² es agua.

## Demografía
Según el censo de 2010, había 6223 personas residiendo en Portland. La densidad de población era de 516,27 hab./km². De los 6223 habitantes, Portland estaba compuesto por el 94.49% blancos, el 0.45% eran afroamericanos, el 0.03% eran amerindios, el 0.47% eran asiáticos, el 0% eran isleños del Pacífico, el 3.09% eran de otras razas y el 1.48% pertenecían a dos o más razas. Del total de la población el 5.83% eran hispanos o latinos de cualquier raza.